# Tajiquistão nos Jogos Olímpicos de Verão de 2020
O Tajiquistão participa nos Jogos Olímpicos de Verão de 2020, entre os dias 23 de julho a 8 de agosto. A presença do Tajiquistão conta com 11 atletas, sendo 9 homens e 2 mulheres, que concorrem a um total de 4 esportes.

## Competidores
| Esporte   | Masculino | Feminino | Total |
| --------- | --------- | -------- | ----- |
| Atletismo | 1         | 1        | 2     |
| Boxe      | 3         | 0        | 3     |
| Judô      | 4         | 0        | 4     |
| Natação   | 1         | 1        | 2     |
| Total     | 9         | 2        | 11    |

## Atletismo
Masculino
Pista e estrada
| Atleta          | Evento     | Primeira fase | Primeira fase | Quartas-de-final | Quartas-de-final | Semifinal | Semifinal | Final     | Final |
| Atleta          | Evento     | Resultado     | Pos.          | Resultado        | Pos.             | Resultado | Pos.      | Resultado | Pos.  |
| --------------- | ---------- | ------------- | ------------- | ---------------- | ---------------- | --------- | --------- | --------- | ----- |
| Ildar Akhmadiev | 100 metros |               |               |                  |                  |           |           |           |       |

Feminino
| Atleta             | Evento     | Primeira fase | Primeira fase | Quartas-de-final | Quartas-de-final | Semifinal | Semifinal | Final     | Final |
| Atleta             | Evento     | Resultado     | Pos.          | Resultado        | Pos.             | Resultado | Pos.      | Resultado | Pos.  |
| ------------------ | ---------- | ------------- | ------------- | ---------------- | ---------------- | --------- | --------- | --------- | ----- |
| Gulsumbi Sharifova | 200 metros |               |               | —                | —                |           |           |           |       |

## Boxe
Masculino
| Atleta               | Evento | Fase de 32              | Oitavas              | Quartas              | Semifinais           | Final                | Final       |
| Atleta               | Evento | Adversário resultado    | Adversário resultado | Adversário resultado | Adversário resultado | Adversário resultado | Pos.        |
| -------------------- | ------ | ----------------------- | -------------------- | -------------------- | -------------------- | -------------------- | ----------- |
| Bakhodur Usmonov     | -63kg  | DOM de Los Santos V 4-1 | UZB Abduraimov       |                      |                      |                      |             |
| Shabbos Negmatulloev | -81 kg | CHN Chen D 0-4          | Não avançou          | Não avançou          | Não avançou          | Não avançou          | Não avançou |
| Siyovush Zuhurov     | +91 kg | Bye                     | FRA Aliev            |                      |                      |                      |             |

## Judô
Masculino
| Atleta             | Evento  | Preliminares         | Fase de 32           | Fase de 16           | Quartas              | Semifinais           | Repescagem           | Bronze               | Final                | Final |
| Atleta             | Evento  | Adversário resultado | Adversário resultado | Adversário resultado | Adversário resultado | Adversário resultado | Adversário resultado | Adversário resultado | Adversário resultado | Pos.  |
| ------------------ | ------- | -------------------- | -------------------- | -------------------- | -------------------- | -------------------- | -------------------- | -------------------- | -------------------- | ----- |
| Somon Makhmadbekov | −73 kg  | OAR Alikaj           |                      |                      |                      |                      |                      |                      |                      |       |
| Akmal Murodov      | −81 kg  | GUM Andrew           |                      |                      |                      |                      |                      |                      |                      |       |
| Akmal Murodov      | -90 kg  | Bye                  | FRA Clerget          |                      |                      |                      |                      |                      |                      |       |
| Temur Rakhimov     | +100 kg | n/a                  | CUB Ganda            |                      |                      |                      |                      |                      |                      |       |

## Natação
Masculino
| Atleta          | Evento     | Eliminatórias | Eliminatórias | Semifinal | Semifinal | Final | Final |
| Atleta          | Evento     | Tempo         | Pos.          | Tempo     | Pos.      | Tempo | Pos.  |
| --------------- | ---------- | ------------- | ------------- | --------- | --------- | ----- | ----- |
| Olimjon Ishanov | 50 m livre |               |               |           |           |       |       |

Feminino
| Atleta             | Evento     | Eliminatórias | Eliminatórias | Semifinal | Semifinal | Final | Final |
| Atleta             | Evento     | Tempo         | Pos.          | Tempo     | Pos.      | Tempo | Pos.  |
| ------------------ | ---------- | ------------- | ------------- | --------- | --------- | ----- | ----- |
| Anastasiya Tyurina | 50 m livre |               |               |           |           |       |       |